# Lista de bens tombados na Zona Oeste da cidade do Rio de Janeiro
A lista de bens tombados da Zona Oeste da cidade do Rio de Janeiro reúne itens do patrimônio cultural e histórico do Zona Oeste da cidade do Rio de Janeiro. Os atos de promoção e proteção desses patrimônios a nível municipal é de responsabilidade do Instituto Rio Patrimônio da Humanidade (IRPH), antiga Subsecretaria do Patrimônio Cultural, Intervenção Urbana, Arquitetura e Design (SUBPC). Os tombamentos estaduais foram realizados pelo Instituto Estadual do Patrimônio Cultural (INEPAC).
Dentre os patrimônios tombados está a Pedra da Gávea que é uma montanha reconhecida pelo IPHAN, no contexto de preservação do patrimônio cultural e histórico brasileiro. De composição mista de granito e gneisse e 842 metros de altura é uma das mais altas do mundo próximo as margens oceânicas. Possui trilhas do século XVIII feitas pela população agrícola local, atualmente a Pedra da Gávea é adminitrada pelo Parque Nacional da Tijuca.
| Imagem | Bem                                                          | Data de fundação       | Coordenadas                  | Tombamento | Referência |
| ------ | ------------------------------------------------------------ | ---------------------- | ---------------------------- | --- | ---------- |
|        | 802 obras de Arthur Bispo do Rosário                         |                        | 22° 56′ 01″ S, 43° 23′ 39″ O | bem tombado pelo INEPAC |            |
|        | Adelino Moreira                                              | janeiro de 2008        | 22° 54′ 07″ S, 43° 33′ 32″ O | patrimônio registrado pelo Inventário de Monumentos RJ                                                                            |            |
|        | Almirante Miguel Grau                                        | janeiro de 1994        | 23° 00′ 38″ S, 43° 21′ 58″ O | patrimônio registrado pelo Inventário de Monumentos RJ                                                                            |            |
|        | Amurada do Parque Natural Municipal Chico Mendes             |                        | 23° 01′ 20″ S, 43° 28′ 18″ O | patrimônio registrado pelo Inventário de Monumentos RJ                                                                            |            |
|        | Américas                                                     |                        | 23° 00′ 26″ S, 43° 18′ 17″ O | patrimônio registrado pelo Inventário de Monumentos RJ                                                                            |            |
|        | Américo Vespúcio                                             |                        | 23° 00′ 47″ S, 43° 19′ 03″ O | patrimônio registrado pelo Inventário de Monumentos RJ                                                                            |            |
|        | Antiga sede à Colônia Juliano Moreira                        |                        |                              | bem tombado pelo INEPAC |            |
|        | Ao PAN 2007                                                  |                        | 22° 58′ 25″ S, 43° 21′ 50″ O | patrimônio registrado pelo Inventário de Monumentos RJ                                                                            |            |
|        | Aqueduto da Colônia Juliano Moreira                          |                        | 22° 56′ 11″ S, 43° 23′ 59″ O | Património de Influência Portuguesa (base de dados) bem tombado pelo IPHAN                                                        |            |
|        | Arco Ìris                                                    |                        | 22° 54′ 17″ S, 43° 33′ 34″ O | patrimônio registrado pelo Inventário de Monumentos RJ                                                                            |            |
|        | Arthur Azevedo                                               |                        | 22° 53′ 55″ S, 43° 33′ 49″ O | patrimônio registrado pelo Inventário de Monumentos RJ                                                                            |            |
|        | Artur Rios                                                   |                        | 22° 54′ 09″ S, 43° 33′ 00″ O | patrimônio registrado pelo Inventário de Monumentos RJ                                                                            |            |
|        | Aspersor de Bangú                                            |                        | 22° 52′ 32″ S, 43° 27′ 53″ O | patrimônio registrado pelo Inventário de Monumentos RJ                                                                            |            |
|        | Atena de Campo Grande                                        |                        | 22° 54′ 11″ S, 43° 34′ 04″ O | patrimônio registrado pelo Inventário de Monumentos RJ                                                                            |            |
|        | Atena do Bosque da Freguesia                                 |                        | 22° 56′ 57″ S, 43° 20′ 28″ O | patrimônio registrado pelo Inventário de Monumentos RJ                                                                            |            |
|        | Aviadores do Campo dos Afonsos                               |                        | 22° 52′ 58″ S, 43° 23′ 01″ O | patrimônio registrado pelo Inventário de Monumentos RJ                                                                            |            |
|        | Açude do Camorim                                             |                        | 22° 57′ 28″ S, 43° 26′ 46″ O | bem tombado pelo INEPAC |            |
|        | Açude do Pau da Fome                                         |                        | 22° 56′ 39″ S, 43° 29′ 36″ O | bem tombado pelo INEPAC |            |
|        | Bailarina                                                    |                        | 22° 55′ 43″ S, 43° 20′ 01″ O | patrimônio registrado pelo Inventário de Monumentos RJ                                                                            |            |
|        | Banco de Pedra da Estrada do Joá                             |                        | 23° 00′ 21″ S, 43° 16′ 59″ O | patrimônio registrado pelo Inventário de Monumentos RJ                                                                            |            |
|        | Barraca do Pepê                                              |                        |                              | bem tombado pelo IRPH |            |
|        | Barão da Taquara                                             |                        | 22° 53′ 50″ S, 43° 21′ 08″ O | patrimônio registrado pelo Inventário de Monumentos RJ                                                                            |            |
|        | Bica d'água e Coreto da Praça Mário Valadares                |                        |                              | bem tombado pelo IRPH |            |
|        | Bica de Cantaria de Campo Grande                             |                        | 22° 54′ 15″ S, 43° 33′ 16″ O | patrimônio registrado pelo Inventário de Monumentos RJ                                                                            |            |
|        | Bica de Cantaria de Pedra de Guaratiba                       |                        | 23° 00′ 21″ S, 43° 38′ 03″ O | patrimônio registrado pelo Inventário de Monumentos RJ                                                                            |            |
|        | Bica de Cantaria de Santa Cruz                               |                        | 22° 55′ 25″ S, 43° 40′ 55″ O | patrimônio registrado pelo Inventário de Monumentos RJ                                                                            |            |
|        | Bica de Pedra de Bangú                                       |                        | 22° 52′ 38″ S, 43° 26′ 38″ O | patrimônio registrado pelo Inventário de Monumentos RJ                                                                            |            |
|        | Brigadeiro Antônio de Sampaio                                |                        | 22° 51′ 51″ S, 43° 23′ 56″ O | patrimônio registrado pelo Inventário de Monumentos RJ                                                                            |            |
|        | Broca                                                        |                        | 22° 54′ 14″ S, 43° 33′ 34″ O | patrimônio registrado pelo Inventário de Monumentos RJ                                                                            |            |
|        | Capela de Nossa Senhora de Monserrate                        |                        | 22° 54′ 17″ S, 43° 12′ 15″ O | bem tombado pelo INEPAC |            |
|        | Capivaras                                                    | janeiro de 2014        | 23° 01′ 13″ S, 43° 27′ 02″ O | patrimônio registrado pelo Inventário de Monumentos RJ                                                                            |            |
|        | Caramanchão da Praça Barão de Taquara                        |                        | 22° 53′ 54″ S, 43° 21′ 08″ O | patrimônio registrado pelo Inventário de Monumentos RJ                                                                            |            |
|        | Carlos Alberto da Cruz Wenceslau                             |                        | 22° 52′ 41″ S, 43° 26′ 05″ O | patrimônio registrado pelo Inventário de Monumentos RJ                                                                            |            |
|        | Casa-sede da Fazenda dos Baratas                             |                        |                              | bem tombado pelo IRPH |            |
|        | Centro de Windsurfe                                          |                        |                              | bem tombado pelo IRPH |            |
|        | Cesário de Melo                                              |                        | 22° 55′ 03″ S, 43° 41′ 00″ O | patrimônio registrado pelo Inventário de Monumentos RJ                                                                            |            |
|        | Chafariz Canhão                                              |                        | 22° 54′ 06″ S, 43° 33′ 23″ O | patrimônio registrado pelo Inventário de Monumentos RJ                                                                            |            |
|        | Chafariz Escultórico do Jardim Oceânico                      |                        | 23° 00′ 26″ S, 43° 18′ 36″ O | patrimônio registrado pelo Inventário de Monumentos RJ                                                                            |            |
|        | Chafariz Flor de Lótus                                       |                        | 23° 02′ 04″ S, 43° 29′ 32″ O | patrimônio registrado pelo Inventário de Monumentos RJ                                                                            |            |
|        | Chafariz Outono                                              | agosto de 1923         | 22° 55′ 00″ S, 43° 24′ 53″ O | patrimônio registrado pelo Inventário de Monumentos RJ                                                                            |            |
|        | Chafariz Rosa dos Ventos                                     |                        | 23° 01′ 51″ S, 43° 28′ 15″ O | patrimônio registrado pelo Inventário de Monumentos RJ                                                                            |            |
|        | Chafariz da Igreja Santa Cecilia ( reconstrução)             |                        | 22° 52′ 52″ S, 43° 27′ 53″ O | patrimônio registrado pelo Inventário de Monumentos RJ                                                                            |            |
|        | Chafariz da Praça Barão da Taquara                           |                        | 22° 53′ 52″ S, 43° 21′ 07″ O | patrimônio registrado pelo Inventário de Monumentos RJ                                                                            |            |
|        | Chafariz da Praça Nuno Roland                                |                        | 22° 53′ 25″ S, 43° 24′ 01″ O | patrimônio registrado pelo Inventário de Monumentos RJ                                                                            |            |
|        | Chafariz da Rua Victor Civita                                |                        | 22° 58′ 28″ S, 43° 22′ 02″ O | patrimônio registrado pelo Inventário de Monumentos RJ                                                                            |            |
|        | Chafariz do Calçadão de Bangú                                |                        | 22° 52′ 30″ S, 43° 27′ 54″ O | patrimônio registrado pelo Inventário de Monumentos RJ                                                                            |            |
|        | Chafariz do Parque Natural Municipal Chico Mendes            |                        | 23° 01′ 21″ S, 43° 28′ 18″ O | patrimônio registrado pelo Inventário de Monumentos RJ                                                                            |            |
|        | Chafariz do Pomar da Barra                                   |                        | 23° 00′ 41″ S, 43° 18′ 35″ O | patrimônio registrado pelo Inventário de Monumentos RJ                                                                            |            |
|        | Chico Mendes                                                 |                        | 23° 01′ 22″ S, 43° 28′ 18″ O | patrimônio registrado pelo Inventário de Monumentos RJ                                                                            |            |
|        | Cine-Teatro Realengo                                         |                        |                              | bem tombado pelo IRPH |            |
|        | Colônia Juliano Moreira                                      |                        | 22° 56′ 12″ S, 43° 23′ 56″ O | bem tombado pelo INEPAC |            |
|        | Conjunto de casas dos funcionários à Colônia Juliano Moreira |                        |                              | bem tombado pelo INEPAC |            |
|        | Coreto da Praça Barão da Taquara, conhecida Praça Seca       |                        | 22° 53′ 51″ S, 43° 21′ 09″ O | patrimônio registrado pelo Inventário de Monumentos RJ bem tombado pelo INEPAC                                                    |            |
|        | Coreto da Praça Elza Osborne                                 |                        | 22° 55′ 32″ S, 43° 31′ 03″ O | patrimônio registrado pelo Inventário de Monumentos RJ                                                                            |            |
|        | Coreto da Praça H                                            |                        | 22° 53′ 16″ S, 43° 23′ 32″ O | patrimônio registrado pelo Inventário de Monumentos RJ                                                                            |            |
|        | Coreto da Praça José Lorena                                  |                        | 22° 53′ 16″ S, 43° 34′ 40″ O | patrimônio registrado pelo Inventário de Monumentos RJ                                                                            |            |
|        | Coreto da Praça Marechal Hermes                              | agosto de 1977         | 22° 51′ 55″ S, 43° 24′ 08″ O | patrimônio registrado pelo Inventário de Monumentos RJ                                                                            |            |
|        | Coreto de Sepetiba                                           | novembro de 1949       | 22° 58′ 15″ S, 43° 42′ 35″ O | patrimônio registrado pelo Inventário de Monumentos RJ                                                                            |            |
|        | Coreto do Campo de Marte                                     |                        | 22° 52′ 34″ S, 43° 25′ 51″ O | patrimônio registrado pelo Inventário de Monumentos RJ bem tombado pelo INEPAC                                                    |            |
|        | Coreto do Largo da Barrinha                                  |                        | 23° 00′ 38″ S, 43° 17′ 50″ O | patrimônio registrado pelo Inventário de Monumentos RJ                                                                            |            |
|        | Coreto à Praça Washington Luiz                               |                        | 22° 58′ 15″ S, 43° 42′ 35″ O | bem tombado pelo INEPAC |            |
|        | Coronel Honório dos Santos Pimentel                          |                        | 22° 55′ 35″ S, 43° 41′ 26″ O | patrimônio registrado pelo Inventário de Monumentos RJ                                                                            |            |
|        | Coronel Villagran Cabrita                                    |                        | 22° 54′ 45″ S, 43° 41′ 06″ O | patrimônio registrado pelo Inventário de Monumentos RJ                                                                            |            |
|        | Costa Brava Clube                                            |                        |                              | bem tombado pelo IRPH |            |
|        | Cruz do Morro do Mirante                                     |                        | 22° 55′ 15″ S, 43° 41′ 11″ O | patrimônio registrado pelo Inventário de Monumentos RJ                                                                            |            |
|        | Cruzeiro de Santa Cruz                                       | abril de 1987          | 22° 54′ 47″ S, 43° 41′ 06″ O | patrimônio registrado pelo Inventário de Monumentos RJ                                                                            |            |
|        | Diana de Gabies                                              |                        | 22° 53′ 52″ S, 43° 21′ 07″ O | patrimônio registrado pelo Inventário de Monumentos RJ                                                                            |            |
|        | Domingos da Guia                                             |                        | 22° 52′ 30″ S, 43° 27′ 54″ O | patrimônio registrado pelo Inventário de Monumentos RJ                                                                            |            |
|        | Drault Ernanny                                               |                        | 23° 01′ 22″ S, 43° 28′ 18″ O | patrimônio registrado pelo Inventário de Monumentos RJ                                                                            |            |
|        | Escultura de Burle Marx                                      |                        | 23° 00′ 59″ S, 43° 28′ 21″ O | patrimônio registrado pelo Inventário de Monumentos RJ                                                                            |            |
|        | Estádio Proletário Guilherme da Silveira                     | 17 de novembro de 1947 | 22° 52′ 21″ S, 43° 27′ 24″ O | bem tombado pelo IRPH |            |
|        | Extensão do tombamento da praia de Grumari                   |                        | 23° 02′ 55″ S, 43° 31′ 23″ O | bem tombado pelo INEPAC |            |
|        | Fazenda Imperial de Santa Cruz                               |                        | 22° 54′ 36″ S, 43° 41′ 07″ O | Património de Influência Portuguesa (base de dados)                                                                               |            |
|        | Fazenda da Taquara                                           |                        | 22° 55′ 22″ S, 43° 22′ 57″ O | Património de Influência Portuguesa (base de dados) bem tombado pelo IPHAN                                                        |            |
|        | Fazenda do Engenho d’ Água                                   |                        | 22° 57′ 18″ S, 43° 21′ 22″ O | Património de Influência Portuguesa (base de dados) bem tombado pelo IPHAN                                                        |            |
|        | Fazenda do Viegas                                            |                        | 22° 53′ 09″ S, 43° 29′ 03″ O | bem tombado pelo IPHAN Património de Influência Portuguesa (base de dados)                                                        |            |
|        | Filomena Del Cima                                            |                        | 22° 54′ 04″ S, 43° 32′ 40″ O | patrimônio registrado pelo Inventário de Monumentos RJ                                                                            |            |
|        | Fonte Ciborium da Praça Francisco Barbosa                    |                        | 22° 54′ 27″ S, 43° 33′ 50″ O | patrimônio registrado pelo Inventário de Monumentos RJ                                                                            |            |
|        | Fonte Wallace da Praça Dom Romualdo                          |                        | 22° 55′ 12″ S, 43° 41′ 06″ O | patrimônio registrado pelo Inventário de Monumentos RJ                                                                            |            |
|        | Fonte Wallace da Praça João Esberard                         |                        | 22° 54′ 21″ S, 43° 33′ 44″ O | patrimônio registrado pelo Inventário de Monumentos RJ                                                                            |            |
|        | Fonte da Barrinha                                            |                        | 23° 00′ 27″ S, 43° 17′ 35″ O | patrimônio registrado pelo Inventário de Monumentos RJ                                                                            |            |
|        | Fonte do Joá                                                 |                        | 23° 00′ 13″ S, 43° 16′ 47″ O | patrimônio registrado pelo Inventário de Monumentos RJ                                                                            |            |
|        | Fonte do Vaso da Praça Enzo Osborne                          |                        | 22° 55′ 32″ S, 43° 31′ 04″ O | patrimônio registrado pelo Inventário de Monumentos RJ                                                                            |            |
|        | Fontes da Barra                                              | dezembro de 2013       | 22° 58′ 23″ S, 43° 22′ 22″ O | patrimônio registrado pelo Inventário de Monumentos RJ                                                                            |            |
|        | Francisco Freire Alemão                                      |                        | 22° 54′ 28″ S, 43° 33′ 55″ O | patrimônio registrado pelo Inventário de Monumentos RJ                                                                            |            |
|        | Fábrica de Cartuchos do Exército                             |                        |                              | bem tombado pelo IRPH |            |
|        | General João Severiano da Fonseca                            |                        | 22° 52′ 11″ S, 43° 24′ 45″ O | patrimônio registrado pelo Inventário de Monumentos RJ                                                                            |            |
|        | General Osório da Vila Militar                               |                        | 22° 52′ 05″ S, 43° 24′ 25″ O | patrimônio registrado pelo Inventário de Monumentos RJ                                                                            |            |
|        | Guilherme da Silveira                                        |                        | 22° 52′ 30″ S, 43° 27′ 23″ O | patrimônio registrado pelo Inventário de Monumentos RJ                                                                            |            |
|        | Henrique Dodsworth                                           |                        | 22° 56′ 25″ S, 43° 20′ 37″ O | patrimônio registrado pelo Inventário de Monumentos RJ                                                                            |            |
|        | Iemanjá de Sepetiba                                          |                        | 22° 59′ 10″ S, 43° 41′ 43″ O | patrimônio registrado pelo Inventário de Monumentos RJ                                                                            |            |
|        | Iemanjá do Posto 1 da Barra da Tijuca                        | março de 2016          | 23° 00′ 51″ S, 43° 17′ 52″ O | patrimônio registrado pelo Inventário de Monumentos RJ                                                                            |            |
|        | Igreja Nossa Senhora dos Remédios                            |                        | 22° 56′ 08″ S, 43° 23′ 56″ O | bem tombado pelo INEPAC |            |
|        | Igreja de Nossa Senhora da Pena                              |                        | 22° 56′ 30″ S, 43° 20′ 54″ O | Património de Influência Portuguesa (base de dados) bem tombado pelo IPHAN                                                        |            |
|        | Igreja de Nossa Senhora de Loreto                            |                        | 22° 56′ 24″ S, 43° 20′ 42″ O | bem tombado pelo INEPAC |            |
|        | Igreja de Nossa Senhora do Desterro                          |                        | 22° 54′ 22″ S, 43° 33′ 43″ O | bem tombado pelo IRPH |            |
|        | Igreja de Nossa Senhora do Desterro                          |                        | 23° 00′ 21″ S, 43° 38′ 04″ O | Património de Influência Portuguesa (base de dados) bem tombado pelo IPHAN                                                        |            |
|        | Igreja de São Gonçalo do Amarante                            |                        | 22° 58′ 10″ S, 43° 25′ 27″ O | bem tombado pelo INEPAC |            |
|        | Igreja de São Sebastião e Santa Cecília                      |                        | 22° 52′ 54″ S, 43° 27′ 53″ O | bem tombado pelo INEPAC |            |
|        | Ilha do Frade                                                |                        | 23° 04′ 18″ S, 43° 34′ 26″ O | bem tombado pelo INEPAC |            |
|        | Ilhas à ponta da Praia Funda                                 |                        |                              | bem tombado pelo INEPAC |            |
|        | Imóvel à Praça da Fé, nº 21                                  |                        |                              | bem tombado pelo IRPH |            |
|        | Jogo Amistoso de Futebol entre Brasil e China                |                        | 22° 58′ 23″ S, 43° 22′ 16″ O | patrimônio registrado pelo Inventário de Monumentos RJ                                                                            |            |
|        | José Baltazar                                                | setembro de 2014       | 22° 58′ 34″ S, 43° 29′ 39″ O | patrimônio registrado pelo Inventário de Monumentos RJ                                                                            |            |
|        | Lago da Praça Telmo Gonçalves Maia                           |                        | 22° 54′ 16″ S, 43° 34′ 23″ O | patrimônio registrado pelo Inventário de Monumentos RJ                                                                            |            |
|        | Laranja Descascada                                           | julho de 1996          | 22° 54′ 24″ S, 43° 33′ 39″ O | patrimônio registrado pelo Inventário de Monumentos RJ                                                                            |            |
|        | Laranjais I                                                  |                        | 22° 54′ 09″ S, 43° 33′ 36″ O | patrimônio registrado pelo Inventário de Monumentos RJ                                                                            |            |
|        | Laranjais II                                                 |                        | 22° 54′ 11″ S, 43° 33′ 29″ O | patrimônio registrado pelo Inventário de Monumentos RJ                                                                            |            |
|        | Liberdade, Estátua da Liberdade                              |                        | 22° 51′ 22″ S, 43° 29′ 33″ O | patrimônio registrado pelo Inventário de Monumentos RJ                                                                            |            |
|        | Manoel Branco                                                |                        | 22° 54′ 22″ S, 43° 33′ 57″ O | patrimônio registrado pelo Inventário de Monumentos RJ                                                                            |            |
|        | Manuel Caldeira de Alvarenga                                 |                        | 22° 54′ 11″ S, 43° 34′ 05″ O | patrimônio registrado pelo Inventário de Monumentos RJ                                                                            |            |
|        | Marco 10 da Fazenda Imperial de Santa Cruz                   | janeiro de 1826        | 22° 55′ 09″ S, 43° 38′ 28″ O | patrimônio registrado pelo Inventário de Monumentos RJ                                                                            |            |
|        | Marco 11 da Fazenda Imperial de Santa Cruz                   | janeiro de 1826        | 22° 55′ 12″ S, 43° 40′ 55″ O | patrimônio registrado pelo Inventário de Monumentos RJ                                                                            |            |
|        | Marco 6 da Fazenda Imperial de Santa Cruz                    |                        | 22° 52′ 34″ S, 43° 27′ 19″ O | patrimônio registrado pelo Inventário de Monumentos RJ                                                                            |            |
|        | Marco 7 da Fazenda Imperial de Santa Cruz                    | janeiro de 1826        | 22° 52′ 47″ S, 43° 30′ 08″ O | patrimônio registrado pelo Inventário de Monumentos RJ                                                                            |            |
|        | Marco 9 da Fazenda Imperial de Santa Cruz                    |                        | 22° 54′ 43″ S, 43° 35′ 32″ O | patrimônio registrado pelo Inventário de Monumentos RJ                                                                            |            |
|        | Marco Comemorativo de Santa Cruz                             |                        | 22° 54′ 43″ S, 43° 41′ 15″ O | patrimônio registrado pelo Inventário de Monumentos RJ                                                                            |            |
|        | Marco Histórico de Bangú                                     |                        | 22° 52′ 52″ S, 43° 27′ 54″ O | patrimônio registrado pelo Inventário de Monumentos RJ                                                                            |            |
|        | Marco ICC                                                    |                        | 22° 54′ 27″ S, 43° 33′ 57″ O | patrimônio registrado pelo Inventário de Monumentos RJ                                                                            |            |
|        | Marco Rodoviário Estrada Velha de Barra de Guaratiba         |                        | 23° 04′ 05″ S, 43° 34′ 03″ O | patrimônio registrado pelo Inventário de Monumentos RJ                                                                            |            |
|        | Marco Rodoviário Estrada do Joá I                            |                        | 23° 00′ 29″ S, 43° 17′ 17″ O | patrimônio registrado pelo Inventário de Monumentos RJ                                                                            |            |
|        | Marco Rodoviário Estrada do Joá II                           |                        | 23° 00′ 30″ S, 43° 17′ 35″ O | patrimônio registrado pelo Inventário de Monumentos RJ                                                                            |            |
|        | Marco Rodoviário I da Avenida Cesário de Melo                |                        | 22° 53′ 36″ S, 43° 32′ 24″ O | patrimônio registrado pelo Inventário de Monumentos RJ                                                                            |            |
|        | Marco Rodoviário I da Estrada da Matriz                      |                        | 22° 59′ 38″ S, 43° 35′ 38″ O | patrimônio registrado pelo Inventário de Monumentos RJ                                                                            |            |
|        | Marco Rodoviário I da Estrada de Sepetiba                    |                        | 22° 56′ 52″ S, 43° 40′ 45″ O | patrimônio registrado pelo Inventário de Monumentos RJ                                                                            |            |
|        | Marco Rodoviário II da Avenida Cesário de Melo               |                        | 22° 53′ 49″ S, 43° 32′ 53″ O | patrimônio registrado pelo Inventário de Monumentos RJ                                                                            |            |
|        | Marco Rodoviário II da Estrada da Matriz                     |                        | 22° 59′ 14″ S, 43° 34′ 29″ O | patrimônio registrado pelo Inventário de Monumentos RJ                                                                            |            |
|        | Marco Rodoviário II da Estrada de Sepetiba                   |                        | 22° 56′ 26″ S, 43° 40′ 28″ O | patrimônio registrado pelo Inventário de Monumentos RJ                                                                            |            |
|        | Marco Rodoviário III da Estrada de Sepetiba                  |                        | 22° 57′ 22″ S, 43° 41′ 18″ O | patrimônio registrado pelo Inventário de Monumentos RJ                                                                            |            |
|        | Marco Rodoviário III de Avenida Cesário de Melo              |                        | 22° 54′ 43″ S, 43° 35′ 31″ O | patrimônio registrado pelo Inventário de Monumentos RJ                                                                            |            |
|        | Marco Rodoviário IV de Avenida Cesário de Melo               |                        | 22° 54′ 59″ S, 43° 37′ 16″ O | patrimônio registrado pelo Inventário de Monumentos RJ                                                                            |            |
|        | Marco Rodoviário da Avenida Artur Rios                       |                        | 22° 54′ 08″ S, 43° 32′ 51″ O | patrimônio registrado pelo Inventário de Monumentos RJ                                                                            |            |
|        | Marco Rodoviário da Avenida Joaquim Magalhães                |                        | 22° 53′ 29″ S, 43° 31′ 55″ O | patrimônio registrado pelo Inventário de Monumentos RJ                                                                            |            |
|        | Marco Rodoviário da Estrada do Cabuçu                        |                        | 22° 55′ 11″ S, 43° 31′ 47″ O | patrimônio registrado pelo Inventário de Monumentos RJ                                                                            |            |
|        | Marco Rodoviário da Estrada do Mato Alto I                   |                        | 22° 57′ 40″ S, 43° 34′ 57″ O | patrimônio registrado pelo Inventário de Monumentos RJ                                                                            |            |
|        | Marco Rodoviário da Estrada do Mato Alto II                  |                        | 22° 57′ 59″ S, 43° 35′ 23″ O | patrimônio registrado pelo Inventário de Monumentos RJ                                                                            |            |
|        | Marco Rodoviário da Estrada do Mato Alto III                 |                        | 22° 58′ 28″ S, 43° 35′ 22″ O | patrimônio registrado pelo Inventário de Monumentos RJ                                                                            |            |
|        | Marco Rodoviário da Estrada do Morro Cavado                  |                        | 22° 58′ 49″ S, 43° 34′ 14″ O | patrimônio registrado pelo Inventário de Monumentos RJ                                                                            |            |
|        | Marco Rodoviário da Estrada dos Bandeirantes                 |                        | 23° 00′ 39″ S, 43° 31′ 07″ O | patrimônio registrado pelo Inventário de Monumentos RJ                                                                            |            |
|        | Marco Rodoviário da Praça Santa Cruz                         |                        | 22° 56′ 10″ S, 43° 40′ 02″ O | patrimônio registrado pelo Inventário de Monumentos RJ                                                                            |            |
|        | Marco Rodoviário da Rua Barros de Alarcão                    |                        | 23° 00′ 19″ S, 43° 38′ 16″ O | patrimônio registrado pelo Inventário de Monumentos RJ                                                                            |            |
|        | Marco Rodoviário da Rua Soldado Elizeu Hipólito              |                        | 23° 00′ 01″ S, 43° 37′ 54″ O | patrimônio registrado pelo Inventário de Monumentos RJ                                                                            |            |
|        | Marco Rodoviário da Rua do Fragoso                           |                        | 22° 58′ 32″ S, 43° 38′ 13″ O | patrimônio registrado pelo Inventário de Monumentos RJ                                                                            |            |
|        | Marco Rodoviário de Padre Miguel                             |                        | 22° 52′ 46″ S, 43° 27′ 06″ O | patrimônio registrado pelo Inventário de Monumentos RJ                                                                            |            |
|        | Marco Rodoviário do Campo de Marte                           |                        | 22° 52′ 34″ S, 43° 25′ 52″ O | patrimônio registrado pelo Inventário de Monumentos RJ                                                                            |            |
|        | Marco Rodoviário do Largo da Maçonaria                       |                        | 22° 53′ 19″ S, 43° 33′ 36″ O | patrimônio registrado pelo Inventário de Monumentos RJ                                                                            |            |
|        | Marco Vila Terra Brasil                                      | novembro de 1950       | 22° 52′ 56″ S, 43° 29′ 00″ O | patrimônio registrado pelo Inventário de Monumentos RJ                                                                            |            |
|        | Marco a Abolicão - Ventre Livre I                            |                        | 22° 53′ 54″ S, 43° 33′ 47″ O | patrimônio registrado pelo Inventário de Monumentos RJ                                                                            |            |
|        | Marco a Abolicão - Ventre Livre II                           |                        | 22° 53′ 55″ S, 43° 33′ 47″ O | patrimônio registrado pelo Inventário de Monumentos RJ                                                                            |            |
|        | Marco a Bíblia Sagrada                                       |                        | 22° 56′ 51″ S, 43° 21′ 38″ O | patrimônio registrado pelo Inventário de Monumentos RJ                                                                            |            |
|        | Marco da Construção da Vila Militar                          |                        | 22° 51′ 54″ S, 43° 24′ 02″ O | patrimônio registrado pelo Inventário de Monumentos RJ                                                                            |            |
|        | Marco da Escola Militar de Realengo                          |                        | 22° 52′ 34″ S, 43° 25′ 53″ O | patrimônio registrado pelo Inventário de Monumentos RJ                                                                            |            |
|        | Marco da Fazenda Imperial de Barra de Guaratiba              | janeiro de 1826        | 22° 59′ 12″ S, 43° 39′ 33″ O | patrimônio registrado pelo Inventário de Monumentos RJ                                                                            |            |
|        | Marco da Fazenda Imperial de Santa Cruz                      |                        | 22° 54′ 48″ S, 43° 41′ 05″ O | patrimônio registrado pelo Inventário de Monumentos RJ                                                                            |            |
|        | Marco da Iluminação da Vila Militar                          | agosto de 1977         | 22° 51′ 56″ S, 43° 24′ 09″ O | patrimônio registrado pelo Inventário de Monumentos RJ                                                                            |            |
|        | Marco da Praça Dom João Esberard                             |                        | 22° 54′ 20″ S, 43° 33′ 41″ O | patrimônio registrado pelo Inventário de Monumentos RJ                                                                            |            |
|        | Marco da iluminação de Campo Grande                          |                        | 22° 54′ 19″ S, 43° 33′ 42″ O | patrimônio registrado pelo Inventário de Monumentos RJ                                                                            |            |
|        | Marco de Vila Kosmos                                         |                        | 22° 51′ 03″ S, 43° 18′ 34″ O | patrimônio registrado pelo Inventário de Monumentos RJ                                                                            |            |
|        | Marco do Abastecimento de Santa Cruz                         |                        | 22° 52′ 23″ S, 43° 40′ 34″ O | patrimônio registrado pelo Inventário de Monumentos RJ                                                                            |            |
|        | Marco do IV Centenário                                       |                        | 22° 53′ 54″ S, 43° 26′ 26″ O | patrimônio registrado pelo Inventário de Monumentos RJ                                                                            |            |
|        | Marco do Polígono do Tiro da Marambaia                       |                        | 23° 03′ 47″ S, 43° 33′ 57″ O | patrimônio registrado pelo Inventário de Monumentos RJ                                                                            |            |
|        | Marco do Símbolo do Exército                                 |                        | 22° 52′ 10″ S, 43° 24′ 35″ O | patrimônio registrado pelo Inventário de Monumentos RJ                                                                            |            |
|        | Marco do abastecimento de Sepetiba                           |                        | 22° 58′ 16″ S, 43° 42′ 35″ O | patrimônio registrado pelo Inventário de Monumentos RJ                                                                            |            |
|        | Marco dos Jesuítas                                           |                        | 22° 55′ 11″ S, 43° 40′ 59″ O | patrimônio registrado pelo Inventário de Monumentos RJ                                                                            |            |
|        | Marechal Duque de Caxias de Santa Cruz                       |                        | 22° 54′ 48″ S, 43° 41′ 05″ O | patrimônio registrado pelo Inventário de Monumentos RJ                                                                            |            |
|        | Marechal Hermes                                              |                        | 22° 51′ 56″ S, 43° 24′ 08″ O | patrimônio registrado pelo Inventário de Monumentos RJ                                                                            |            |
|        | Marechal Joaquim Inácio Cardoso                              |                        | 23° 00′ 01″ S, 43° 21′ 13″ O | patrimônio registrado pelo Inventário de Monumentos RJ                                                                            |            |
|        | Marechal Rondon na Vila Militar                              |                        | 22° 52′ 08″ S, 43° 24′ 31″ O | patrimônio registrado pelo Inventário de Monumentos RJ                                                                            |            |
|        | Maria Augusta                                                |                        | 23° 00′ 51″ S, 43° 17′ 53″ O | patrimônio registrado pelo Inventário de Monumentos RJ                                                                            |            |
|        | Mastro da Praça Barão da Taquara, conhecida Praça Seca       |                        | 22° 53′ 51″ S, 43° 21′ 08″ O | patrimônio registrado pelo Inventário de Monumentos RJ                                                                            |            |
|        | Matadouro Industrial de Santa Cruz                           |                        |                              | bem tombado pelo IRPH |            |
|        | Monumento Natural Praia de Grumari                           |                        |                              | bem tombado pelo INEPAC |            |
|        | Morro Dois Irmãos                                            |                        | 22° 59′ 27″ S, 43° 14′ 23″ O | bem tombado pelo IPHAN bem tombado pelo INEPAC                                                                                    |            |
|        | Morro São João da Mantiqueíra                                |                        | 23° 03′ 28″ S, 43° 33′ 20″ O | bem tombado pelo INEPAC |            |
|        | Morro de Guaratiba                                           |                        | 23° 03′ 59″ S, 43° 33′ 31″ O | bem tombado pelo INEPAC |            |
|        | Morro do Portela                                             |                        |                              | bem tombado pelo INEPAC |            |
|        | Muro à Colônia Juliano Moreira                               |                        |                              | bem tombado pelo INEPAC |            |
|        | Mãe Preta                                                    |                        | 22° 54′ 49″ S, 43° 35′ 51″ O | patrimônio registrado pelo Inventário de Monumentos RJ                                                                            |            |
|        | O chafariz à Colônia Juliano Moreira                         |                        |                              | bem tombado pelo INEPAC |            |
|        | Oratório de São Pedro de Barra de Guaratiba                  |                        | 23° 04′ 02″ S, 43° 34′ 04″ O | patrimônio registrado pelo Inventário de Monumentos RJ                                                                            |            |
|        | Oratório á São Jorge de Sepetiba                             | janeiro de 1993        | 22° 59′ 07″ S, 43° 41′ 41″ O | patrimônio registrado pelo Inventário de Monumentos RJ                                                                            |            |
|        | Padre Guilherme Decaminada                                   |                        | 22° 55′ 11″ S, 43° 41′ 01″ O | patrimônio registrado pelo Inventário de Monumentos RJ                                                                            |            |
|        | Padre Miguel                                                 |                        | 22° 52′ 41″ S, 43° 26′ 03″ O | patrimônio registrado pelo Inventário de Monumentos RJ                                                                            |            |
|        | Painel aos Abolicionistas                                    |                        | 22° 53′ 55″ S, 43° 33′ 46″ O | patrimônio registrado pelo Inventário de Monumentos RJ                                                                            |            |
|        | Painel aos Expedicionários de Bangú                          |                        | 22° 52′ 52″ S, 43° 27′ 52″ O | patrimônio registrado pelo Inventário de Monumentos RJ                                                                            |            |
|        | Painel aos Expedicionários de Santa Cruz                     |                        | 22° 54′ 49″ S, 43° 41′ 05″ O | patrimônio registrado pelo Inventário de Monumentos RJ                                                                            |            |
|        | Painel do Bosque da Barra                                    | janeiro de 2000        | 23° 00′ 00″ S, 43° 22′ 18″ O | patrimônio registrado pelo Inventário de Monumentos RJ                                                                            |            |
|        | Painel do Jardim Oceânico                                    | julho de 2016          | 23° 00′ 25″ S, 43° 18′ 40″ O | patrimônio registrado pelo Inventário de Monumentos RJ                                                                            |            |
|        | Paizinho Quincas                                             |                        | 22° 54′ 50″ S, 43° 35′ 51″ O | patrimônio registrado pelo Inventário de Monumentos RJ                                                                            |            |
|        | Palacete do Matadouro Público de Santa Cruz                  |                        |                              | bem tombado pelo IRPH |            |
|        | Palmeiras                                                    |                        | 22° 54′ 27″ S, 43° 33′ 57″ O | patrimônio registrado pelo Inventário de Monumentos RJ                                                                            |            |
|        | Paul Harris em Campo Grande                                  |                        | 22° 54′ 01″ S, 43° 34′ 01″ O | patrimônio registrado pelo Inventário de Monumentos RJ                                                                            |            |
|        | Pavilhão 1 à Colônia Juliano Moreira                         |                        |                              | bem tombado pelo INEPAC |            |
|        | Pavilhão 2 à Colônia Juliano Moreira                         |                        |                              | bem tombado pelo INEPAC |            |
|        | Pavilhão 3 à Colônia Juliano Moreira                         |                        |                              | bem tombado pelo INEPAC |            |
|        | Pavilhão 4 à Colônia Juliano Moreira                         |                        |                              | bem tombado pelo INEPAC |            |
|        | Pavilhão 5 à Colônia Juliano Moreira                         |                        |                              | bem tombado pelo INEPAC |            |
|        | Pavilhão 6 à Colônia Juliano Moreira                         |                        |                              | bem tombado pelo INEPAC |            |
|        | Pavilhão 7 à Colônia Juliano Moreira                         |                        |                              | bem tombado pelo INEPAC |            |
|        | Pedra Talhada                                                |                        | 23° 01′ 21″ S, 43° 28′ 19″ O | patrimônio registrado pelo Inventário de Monumentos RJ                                                                            |            |
|        | Pedra da Gávea                                               |                        | 22° 59′ 53″ S, 43° 17′ 04″ O | bem tombado pelo IPHAN |            |
|        | Pedra da Panela                                              |                        |                              | bem tombado pelo INEPAC |            |
|        | Pedra de Itapuã                                              |                        |                              | bem tombado pelo INEPAC |            |
|        | Pirâmide de Campo Grande                                     |                        | 22° 54′ 09″ S, 43° 33′ 35″ O | patrimônio registrado pelo Inventário de Monumentos RJ                                                                            |            |
|        | Piso de Pedra Portuguesa de Grumari                          | abril de 2012          | 23° 03′ 06″ S, 43° 32′ 57″ O | patrimônio registrado pelo Inventário de Monumentos RJ                                                                            |            |
|        | Piso de Pé de Moleque da Ponte dos Jesuítas                  |                        | 22° 52′ 21″ S, 43° 40′ 34″ O | patrimônio registrado pelo Inventário de Monumentos RJ                                                                            |            |
|        | Pontal de Sernambetiba                                       |                        |                              | bem tombado pelo INEPAC |            |
|        | Ponte do Guandu                                              |                        | 22° 52′ 20″ S, 43° 40′ 37″ O | bem tombado pelo IPHAN patrimônio registrado pelo Inventário de Monumentos RJ Património de Influência Portuguesa (base de dados) |            |
|        | Ponto do Picão                                               |                        |                              | bem tombado pelo INEPAC |            |
|        | Portal à Colônia Juliano Moreira                             |                        |                              | bem tombado pelo INEPAC |            |
|        | Praia da Barra de Guaratiba                                  |                        | 23° 03′ 59″ S, 43° 34′ 06″ O | bem tombado pelo INEPAC |            |
|        | Pulando Carniça                                              | janeiro de 1997        | 23° 00′ 24″ S, 43° 18′ 59″ O | patrimônio registrado pelo Inventário de Monumentos RJ                                                                            |            |
|        | Quiosque Oxumaré                                             |                        |                              | bem tombado pelo IRPH |            |
|        | Quiosque da Tia Augusta                                      |                        |                              | bem tombado pelo IRPH |            |
|        | Quiosque do Pontal                                           |                        |                              | bem tombado pelo IRPH |            |
|        | Relógio de Campo Grande                                      |                        | 22° 54′ 11″ S, 43° 33′ 33″ O | patrimônio registrado pelo Inventário de Monumentos RJ                                                                            |            |
|        | Relógio do Sol                                               |                        | 22° 54′ 52″ S, 43° 22′ 51″ O | patrimônio registrado pelo Inventário de Monumentos RJ                                                                            |            |
|        | Represa e Açude do Camorim                                   |                        | 22° 57′ 29″ S, 43° 26′ 46″ O | bem tombado pelo INEPAC |            |
|        | Reservatório Vitor Konder                                    |                        | 22° 54′ 45″ S, 43° 34′ 17″ O | bem tombado pelo INEPAC |            |
|        | Reservatório do Tanque                                       |                        | 22° 54′ 44″ S, 43° 21′ 30″ O | bem tombado pelo INEPAC |            |
|        | Residência Carmem Portinho                                   |                        |                              | bem tombado pelo IRPH |            |
|        | Ruínas da Fortaleza de Jacarepaguá                           |                        |                              | bem tombado pelo INEPAC |            |
|        | Réplica da Estátua da Liberdade em Escala Reduzida           |                        |                              | bem tombado pelo IRPH |            |
|        | Saco dos Meros                                               |                        |                              | bem tombado pelo INEPAC |            |
|        | Santa Sofia                                                  | janeiro de 1958        | 22° 54′ 43″ S, 43° 36′ 39″ O | patrimônio registrado pelo Inventário de Monumentos RJ                                                                            |            |
|        | Sede do Bangu Atlético Clube                                 |                        | 22° 52′ 50″ S, 43° 27′ 52″ O | bem tombado pelo INEPAC |            |
|        | Sede do Mercado Produtor da Barra da Tijuca                  |                        |                              | bem tombado pelo IRPH |            |
|        | Senador Câmara                                               |                        | 22° 54′ 56″ S, 43° 41′ 06″ O | patrimônio registrado pelo Inventário de Monumentos RJ                                                                            |            |
|        | Serafim Moreira                                              |                        | 22° 54′ 43″ S, 43° 36′ 39″ O | patrimônio registrado pelo Inventário de Monumentos RJ                                                                            |            |
|        | Sociedade Mercado São Braz                                   |                        |                              | bem tombado pelo IRPH |            |
|        | São Francisco de Paula                                       | novembro de 1995       | 23° 00′ 30″ S, 43° 18′ 17″ O | patrimônio registrado pelo Inventário de Monumentos RJ                                                                            |            |
|        | São Jorge da Sulacap                                         |                        | 22° 53′ 08″ S, 43° 22′ 33″ O | patrimônio registrado pelo Inventário de Monumentos RJ                                                                            |            |
|        | Sítio Roberto Burle Marx                                     | 1995                   | 23° 01′ 26″ S, 43° 32′ 41″ O | Património Mundial Provisório Património Mundial da Unesco                                                                        |            |
|        | Sítio Santo Antonio da Bica                                  |                        |                              | bem tombado pelo INEPAC |            |
|        | Tamarineiras Centenárias                                     |                        |                              | bem tombado pelo IRPH |            |
|        | Teatro Riachuelo                                             |                        | 22° 54′ 44″ S, 43° 10′ 36″ O | bem tombado pelo IRPH |            |
|        | Telmo Gonçalves Maia                                         |                        | 22° 54′ 16″ S, 43° 34′ 24″ O | patrimônio registrado pelo Inventário de Monumentos RJ                                                                            |            |
|        | Zumbi dos Palmares de Padre Miguel                           |                        | 22° 52′ 18″ S, 43° 27′ 03″ O | patrimônio registrado pelo Inventário de Monumentos RJ                                                                            |            |
|        | À Alim Pedro                                                 |                        | 22° 54′ 24″ S, 43° 33′ 56″ O | patrimônio registrado pelo Inventário de Monumentos RJ                                                                            |            |
|        | À Augusto de Vasconcelos                                     |                        | 22° 53′ 39″ S, 43° 32′ 10″ O | patrimônio registrado pelo Inventário de Monumentos RJ                                                                            |            |
|        | À Pepê Lopes                                                 |                        | 23° 00′ 51″ S, 43° 18′ 43″ O | patrimônio registrado pelo Inventário de Monumentos RJ                                                                            |            |
|        | Às Doze Crianças de Realengo                                 |                        | 22° 53′ 02″ S, 43° 25′ 01″ O | patrimônio registrado pelo Inventário de Monumentos RJ                                                                            |            |
|        | Área Freguesia - Jacarepaguá                                 |                        |                              | bem tombado pelo IRPH |            |
|        | Áreas integrantes da Reserva Biológica de Jacarepaguá        |                        | 23° 00′ 51″ S, 43° 24′ 21″ O | bem tombado pelo INEPAC |            |
|        | Âncora da Barra                                              |                        | 23° 00′ 38″ S, 43° 21′ 58″ O | patrimônio registrado pelo Inventário de Monumentos RJ                                                                            |            |

∑ 245 items.